# Busard tchoug
Circus melanoleucos
Espèce
Statut de conservation UICN

 LC  : Préoccupation mineure
Statut CITES
Le Busard tchoug (Circus melanoleucos) ou Busard Pie est une espèce d'oiseaux de la famille des Accipitridae.

## Description
Le busard tchoug mesure en moyenne 46 cm de long et a une envergure de 110 cm à 125 cm. Le mâle pèse entre 254 et 325 g ; la femelle pèse de 390 à 450 g.
Le mâle a la tête et le cou noir, des ailes noires et blanches et le corps blanc ; la femelle a le sommet de la tête, l'extrémité des ailes, la queue et le dos bruns et les joues blanchâtres.

Busard pie mâle en Inde
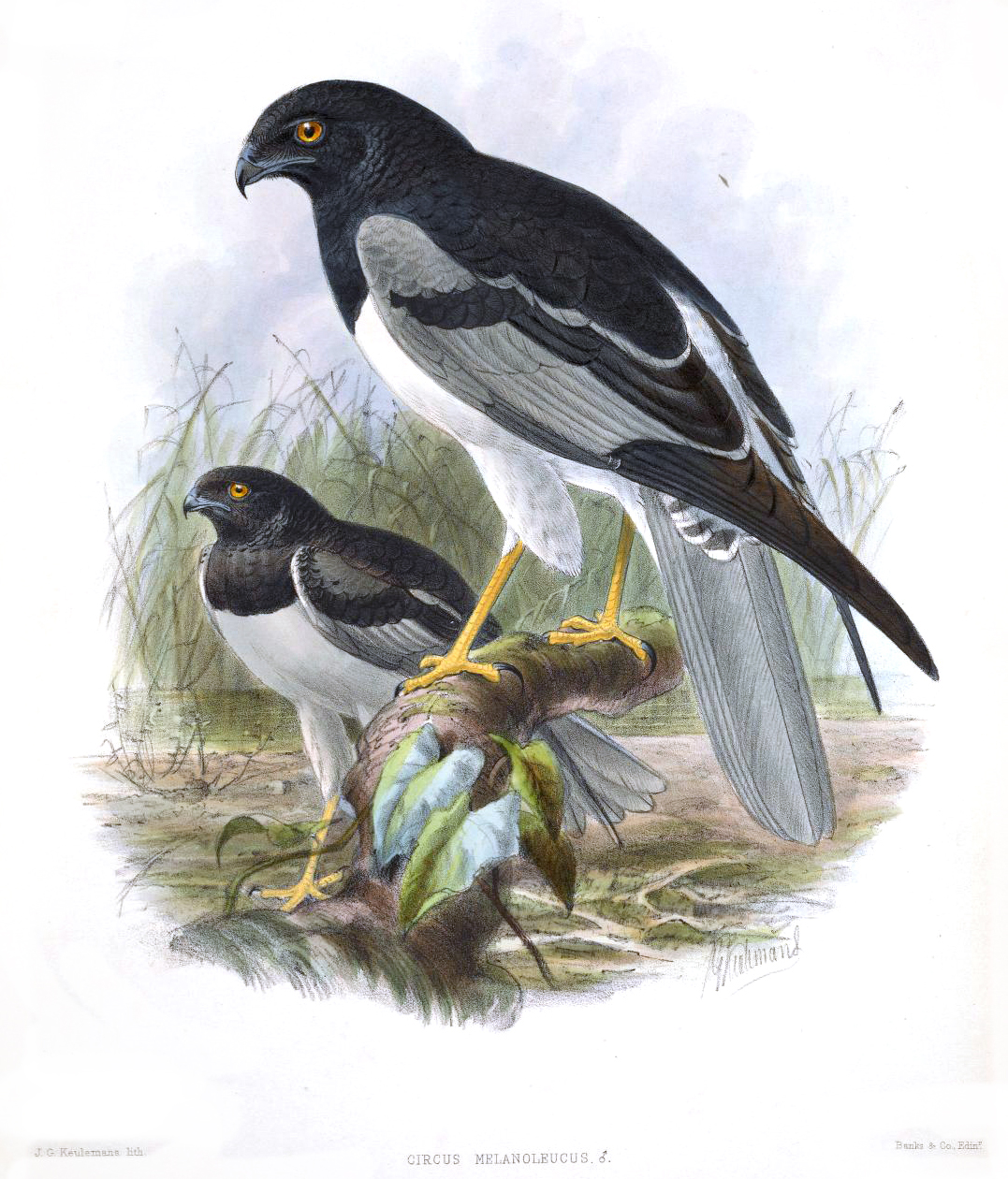
Lithographie de busard pie mâle par John Gerrard Keulemans
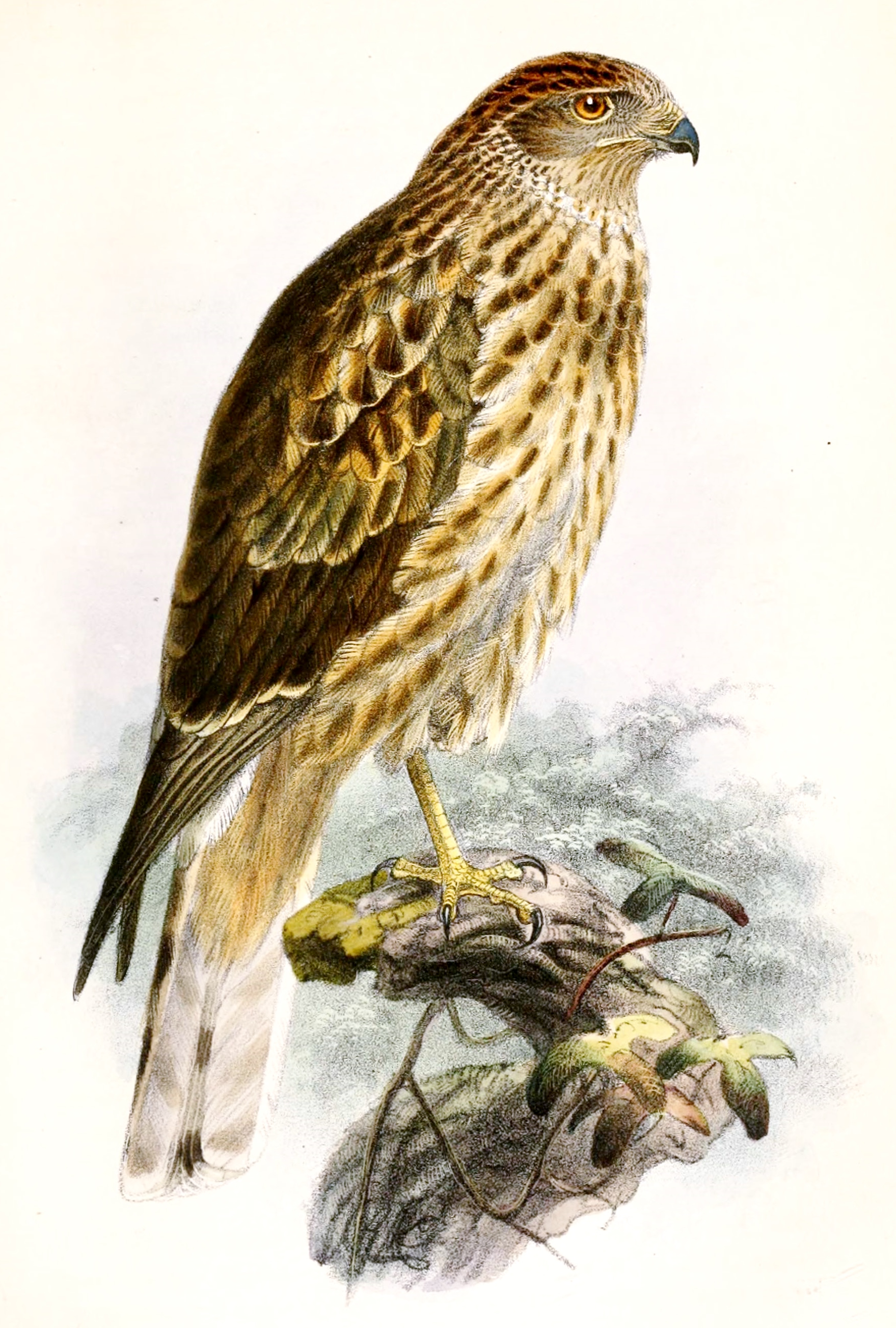
Lithographie de jeune busard pie par John Gerrard Keulemans
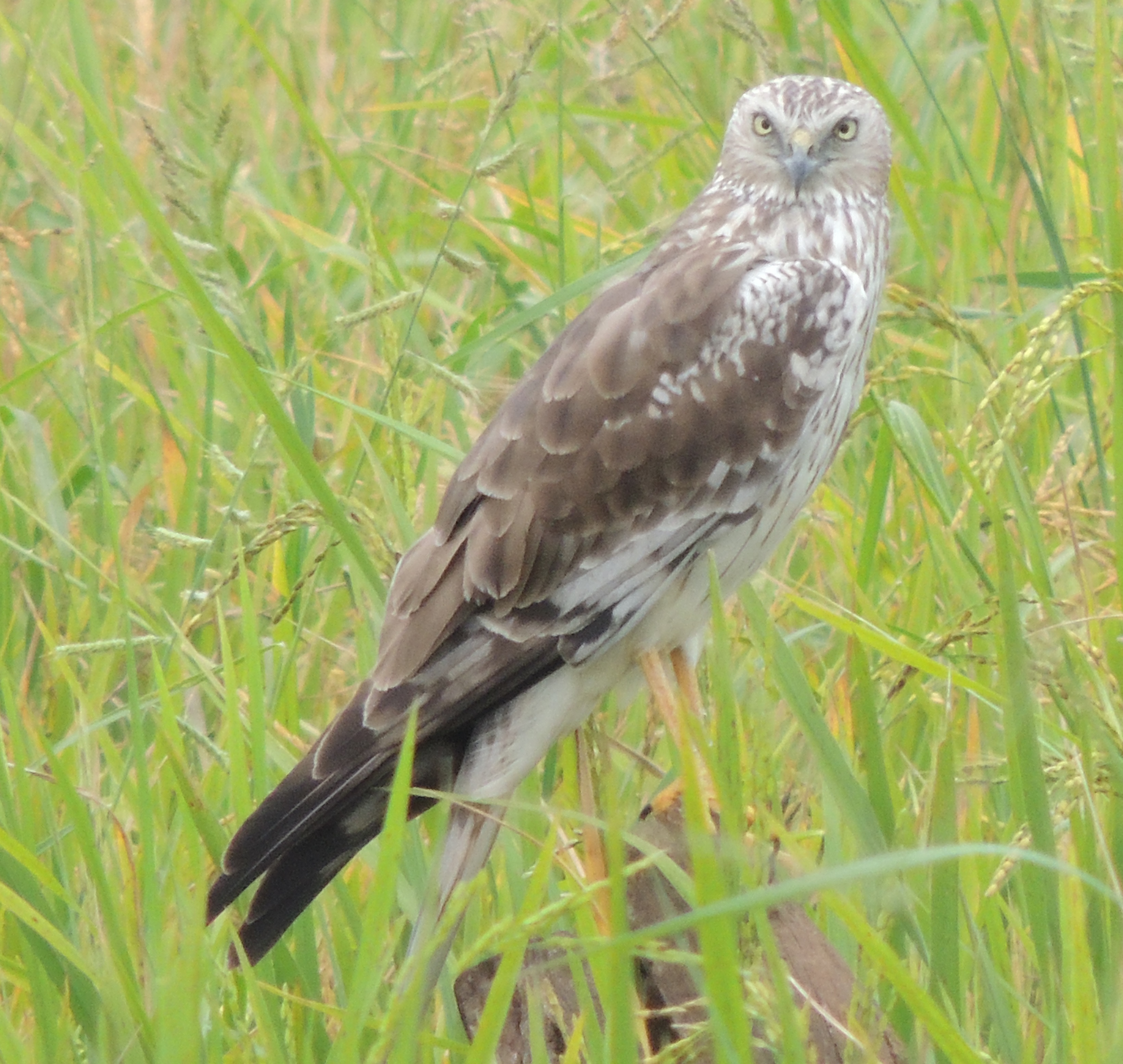
Busard pie femelle en Inde
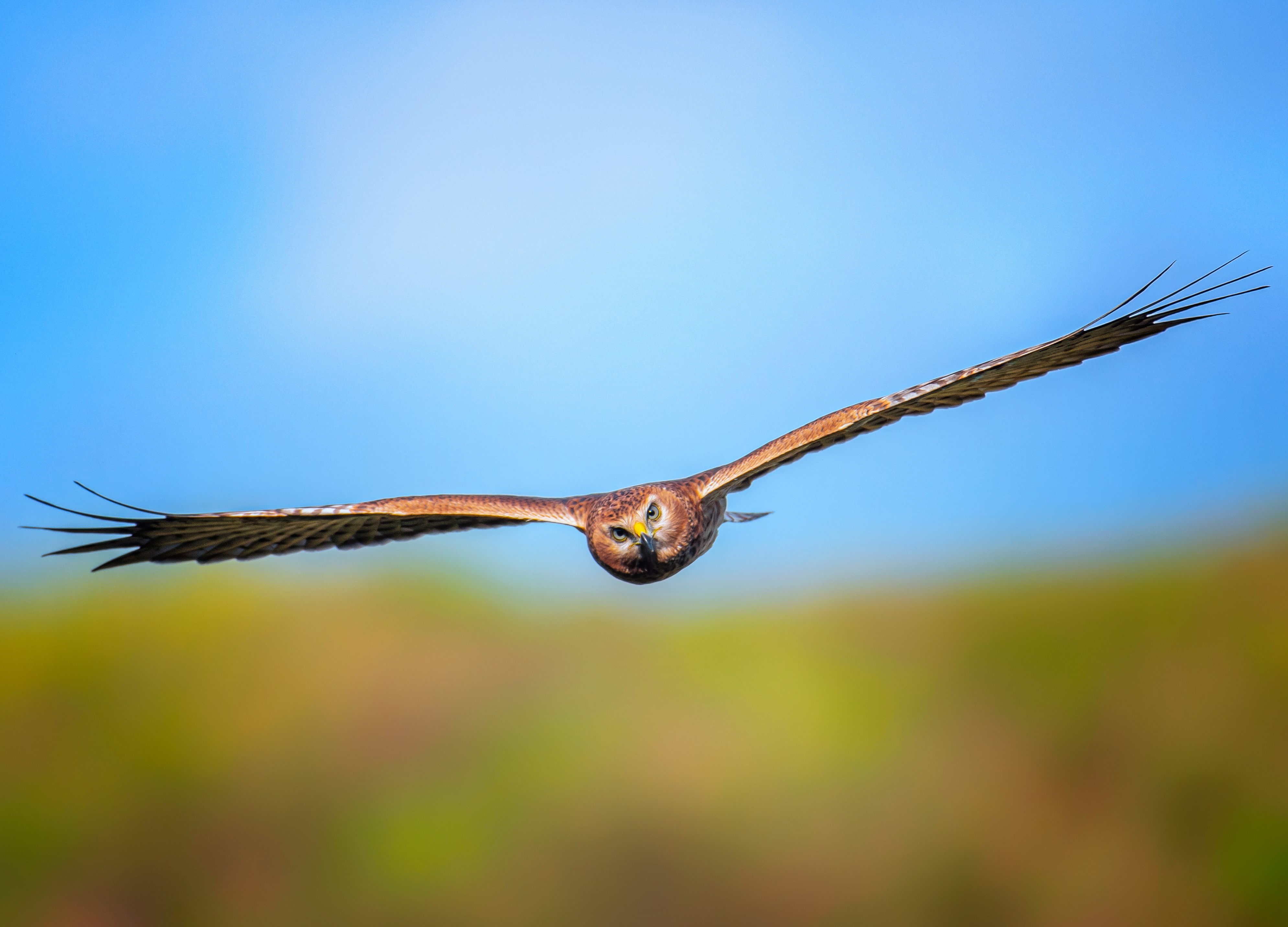
Buzard tchoug femelle en vol, près de la ville de Cagayán de Oro aux Philippines. Mai 2021.

## Comportement

### Alimentation
Le busard tchoug vole à 1 ou 2 m au-dessus du sol à la recherche de proies. Il attrape, toujours au sol, des rongeurs, des reptiles, des grenouilles et des oiseaux. A noter qu'il ne capture jamais d'oiseaux en vol.

### Reproduction
Les couples creusent un nid d'environ 40 cm de diamètre et 5 cm de profondeur au sol, dans l'herbe et le garnissent de chaume et de feuilles sèches. La femelle pond 4 ou 5 œufs verts avec des taches brunes et elle les couve près de 28 jours. Le mâle nourrit la femelle pendant la couvaison et dans les premiers jours qui suivent l'éclosion des œufs. Ensuite le couple nourrit les oisillons.

## Répartition et habitat

### Répartition
Le busard tchoug vit dans l'est de l'Asie, du fleuve Amour au lac Baïkal, en Mongolie, en Manchourie, en Corée et au nord de la Chine.
En automne il migre vers le Sud jusqu'en Inde et au Sri Lanka ou vers l'Asie du Sud-Est jusqu'à Bornéo et les Philippines. Il vit alors souvent dans les rizières.
Il retourne au nord dans ses aires de nidification au début mai.

### Habitat
Leur habitat varie des steppes arides ou des prairies luxuriantes jusqu'aux broussailles marécageuses de bouleaux. Cependant, ils affichent une nette préférence pour les zones humides telles que les rives des lacs, les prairies qui bordent les rivières ou les marais avec des roselières et des jonchaies.